# Inga cordatoalata
Inga cordatoalata är en ärtväxtart som beskrevs av Adolpho Ducke. Inga cordatoalata ingår i släktet Inga och familjen ärtväxter. Inga underarter finns listade i Catalogue of Life.